# Haarlemmerplein
Haarlemmerplein (« Place de Haarlem » en néerlandais) est une place principale de la ville d'Amsterdam, située dans l'arrondissement de Centrum. Elle se trouve au croisement de Marnixstraat et Planciusstraat, à proximité de Haarlemmerdijk et du Singelgracht. Elle fut aménagée en même temps que la ceinture de canaux du Grachtengordel. Elle tire son nom du fait qu'elle se trouvait sur l'ancienne route qui menait à la ville voisine de Haarlem. L'actuelle Haarlemmerpoort, qui est en réalité la cinquième porte à porter ce nom faisait office de porte médiévale de la ville. Construite en 1840, elle est également connue sous le nom de Willemspoort.